# Sporobolomyces
Sporobolomyces é um género de fungos, com colocação incerta ao nível da família (incertae sedis), pertencentes à ordem Sporidiobolales. As espécies que integram este género são leveduras anamórficas, sendo que as formas teleomórficas têm sido incluídas no género Sporidiobolus.

## Descrição
Entre os sinónimos taxonómicos de Sporobolomyces inclui-se Amphiernia Grüss (1927), Prosporobolomyces E.K.Novák & Zsolt (1961), e Ballistosporomyces Nakase, G.Okada & Sugiy. (1989).
As espécies de Sporobolomyces produzem balistoconídios que apresentam simetria bilateral, sendo espécies que têm a Coenzima Q10 ou Coenzima Q10(H2) como a sua principal ubiquinona. Estas espécies são desprovidas de xilose nos hidrolisatos das células inteiras, e são incapazes de fermentar os açúcares.

## Espécies
- S. alborubescens
- S. bannaensis
- S. beijingensis
- S. bischofiae
- S. clavatus
- S. coprosmae
- S. coprosmicola
- S. corallinus
- S. dimmenae
- S. dracophylli
- S. elongatus
- S. gracilis
- S. inositophilus
- S. johnsonii
- S. koalae
- S. magnisporus
- S. novozealandicus
- S. odorus
- S. patagonicus
- S. productus
- S. roseus
- S. sasicola
- S. salmonicolor
- S. shibatanus
- S. singularis
- S. subbrunneus
- S. symmetricus
- S. syzygii
- S. taupoensis
- S. tsugae
- S. xanthus
- S. yunnanensis